# Tierra de Amor en Jeju
Tierra de Amor en Jeju (en coreano: "제주러브랜드"; también conocido como Tierra de Amor) 
es un parque de entretenimiento erótico al aire libre que exhibe esculturas, el cual abrió sus puertas al público en 2004 en la Isla de Jeju, Corea del Sur. Este parque está enfocado en un tema muy controversial: el sexo; en este lugar se reproducen videos cortos sobre la educación sexual y tiene alrededor de 140 esculturas que representan diferentes posiciones sexuales. Se tiene que recalcar que tiene largas construcciones rocosas tanto de falos como de labios. También cuenta con varias exhibiciones, siendo una de estas el "Ciclo de la masturbación". El sitio web del parque da una descripción sobre el lugar que se visita: "Un lugar donde el arte orientado al amor y el erotismo se encuentran".

## Historia
Después de la guerra de Corea, la isla de Jeju se volvió muy popular para las lunas de miel de las parejas coreanas, ya que tiene un clima muy tropical. Muchas de estas personas contraían nupcias por medio de matrimonios arreglados, y la isla se volvió famosa por ser el centro de la educación sexual. De acuerdo con un artículo de la revista alemana Der Spiegel, a fines de los años 80 el reportero de viajes Simon Winchester escribió que algunos de los empleados del hotel realizaban los llamados "professional icebreakers" ("rompehielos profesionales"); por las mañanas, el hotel le ofrecía a las parejas un programa de entretenimiento que contenía elementos eróticos, que consistía en ayudar a las parejas recién casadas a relajarse.

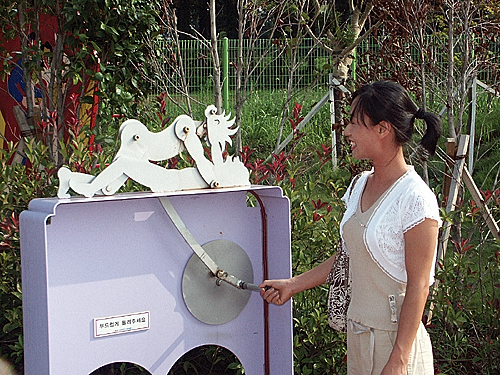
Mujer operando una escultura interactiva en "Tierra de Amor".

En el 2002, los graduados de la Universidad Hongik en Seúl empezaron a crear las esculturas que hoy en día se pueden observar en el parque, el cual fue inaugurado el 16 de noviembre de 2004. Se puede comparar este lugar con el tamaño de dos canchas de fútbol; todas las esculturas pueden ser visitadas en un tiempo aproximado de una hora (60 minutos) y se tiene que tomar en cuenta que el parque presta sus instalaciones para exhibir las obras escultóricas de otros artistas coreanos.
Lo visitantes de este parque tienen que cumplir con el mínimo de edad: 18 años; también existe una área para que los menores de edad puedan entretenerse mientras los adultos visitan las instalaciones.